# Li Xiaodan
Li Xiaodan (chinesisch 李小丹, Pinyin Lǐ Xiǎodān; * 6. März 1990 in Peking) ist eine chinesische Tischtennisspielerin. Sie nahm an zwei Weltmeisterschaften teil und holte auf der Pro Tour zahlreiche Medaillen im Doppel.

## Turnierergebnisse
| Verband | Veranstaltung         | Jahr | Ort          | Land | Einzel        | Doppel        | Mixed     | Team | U-21          |
| ------- | --------------------- | ---- | ------------ | ---- | ------------- | ------------- | --------- | ---- | ------------- |
| CHN     | World Tour            | 2017 | Stockholm    | SWE  | letzte 16     |               |           |      |               |
| CHN     | World Tour            | 2017 | Magdeburg    | GER  | letzte 16     |               |           |      |               |
| CHN     | World Tour            | 2013 | Stockholm    | SWE  | Silber        | Gold          |           |      |               |
| CHN     | World Tour            | 2013 | Doha         | QAT  | letzte 16     | Viertelfinale |           |      |               |
| CHN     | World Tour            | 2012 | Kuweit-Stadt | KUW  | letzte 16     | letzte 16     |           |      |               |
| CHN     | World Tour            | 2012 | Doha         | QAT  | Halbfinale    | Gold          |           |      |               |
| CHN     | Pro Tour              | 2011 | Shenzhen     | CHN  | Viertelfinale | Halbfinale    |           |      | letzte 16     |
| CHN     | Pro Tour              | 2011 | Władysławowo | POL  | Viertelfinale | Gold          |           |      | Viertelfinale |
| CHN     | Pro Tour              | 2010 | Berlin       | GER  | letzte 32     | Silber        |           |      |               |
| CHN     | Pro Tour              | 2009 | Bremen       | GER  | Halbfinale    | Gold          |           |      | Viertelfinale |
| CHN     | Pro Tour              | 2009 | Suzhou       | CHN  | Viertelfinale | Silber        |           |      |               |
| CHN     | Pro Tour              | 2009 | Tianjin      | CHN  | letzte 32     | Silber        |           |      |               |
| CHN     | Pro Tour              | 2009 | Sheffield    | ENG  | letzte 32     | letzte 16     |           |      |               |
| CHN     | Pro Tour              | 2009 | Warschau     | POL  | letzte 16     | letzte 16     |           |      |               |
| CHN     | Pro Tour Grand Finals | 2009 | Macau        | MAC  | letzte 16     |               |           |      |               |
| CHN     | Weltmeisterschaft     | 2015 | Suzhou       | CHN  |               | letzte 32     |           |      |               |
| CHN     | Weltmeisterschaft     | 2009 | Yokohama     | JPN  |               |               | letzte 32 |      |               |
| CHN     | World Junior Circuit  | 2006 | Taiyuan      | CHN  | Viertelfinale |               |           |      |               |